# Folkmun
Folkmun är ett svenskt språkbegrepp som betyder folkets eller gemene mans vardagliga språkbruk. Det används främst i det idiomatiska uttrycket i folkmun (stundom även i folkmunnen), att om en sak eller ting heter något ”i folkmun” menas att det är det som vanligt folk kallar saken eller tinget, men det används även i andra liknande konstruktioner, såsom på folkmun (”på gemene mans mål”) eller att ett ord eller yttrande är folkmun eller hör till folkmunnen med mera.
Uttrycket används främst när det officiella namnet och den vanligaste benämningen skiljer sig åt, exempelvis anglicismen ”missil” jämte den formella termen ”robot”.
Folkmun kan liknas med slanguttryck men skiljer sig i att användare av ”folkmun” ofta är omedveten om att denna uttrycker sig informellt, där slanganvändaren ofta är medveten att denna uttrycker sig med slang.